# Stafford (Kansas)
Stafford is een plaats (city) in de Amerikaanse staat Kansas, en valt bestuurlijk gezien onder Stafford County.

## Demografie
Bij de volkstelling in 2000 werd het aantal inwoners vastgesteld op 1161.
In 2006 is het aantal inwoners door het United States Census Bureau geschat op 1054, een daling van 107 (-9,2%).

## Geografie
Volgens het United States Census Bureau beslaat de plaats een oppervlakte van
2,4 km², geheel bestaande uit land. Stafford ligt op ongeveer 70 m boven zeeniveau.

## Plaatsen in de nabije omgeving
De onderstaande figuur toont nabijgelegen plaatsen in een straal van 24 km rond Stafford.